# Frutos silvestres

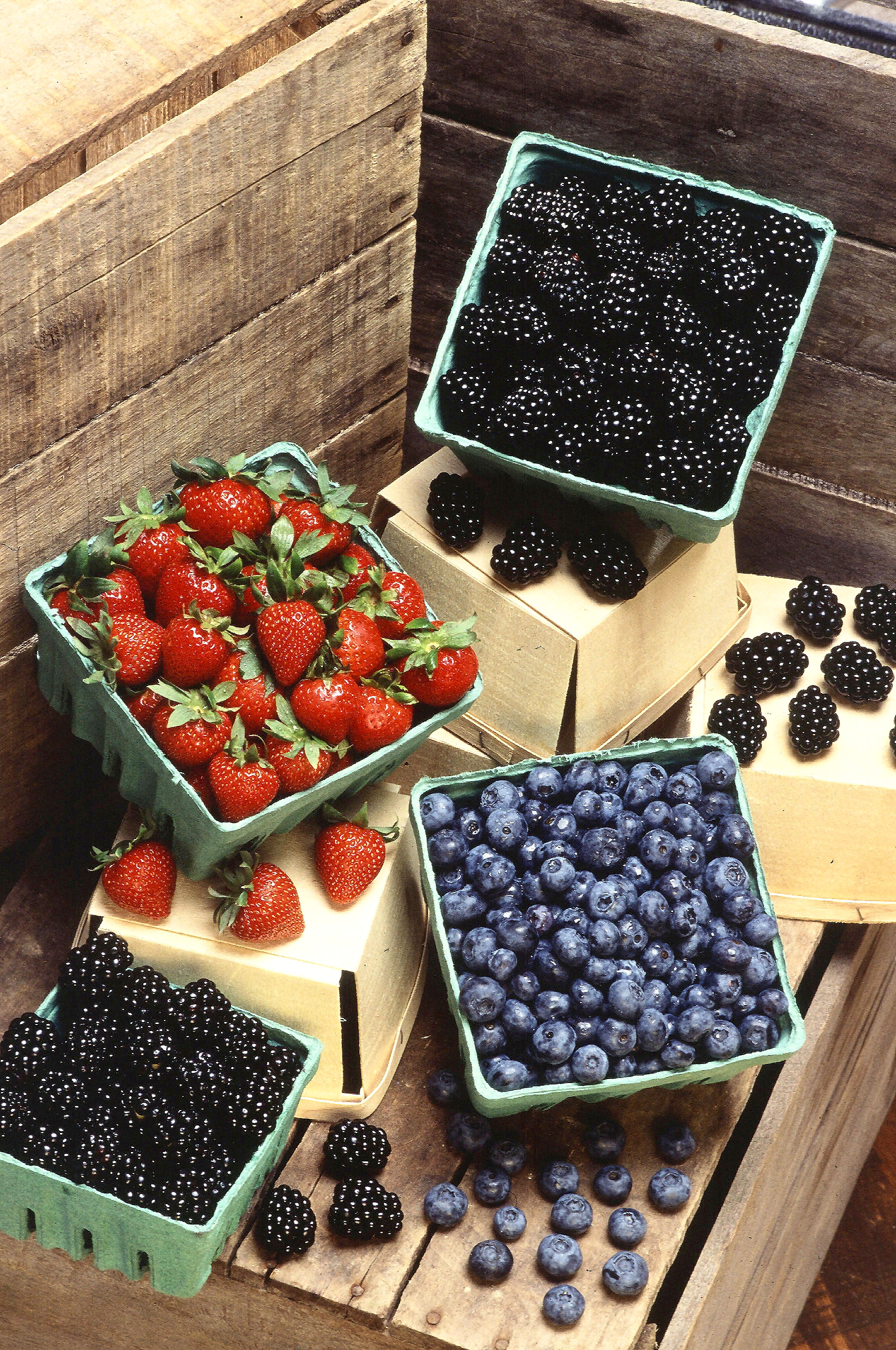
Frutos silvestres

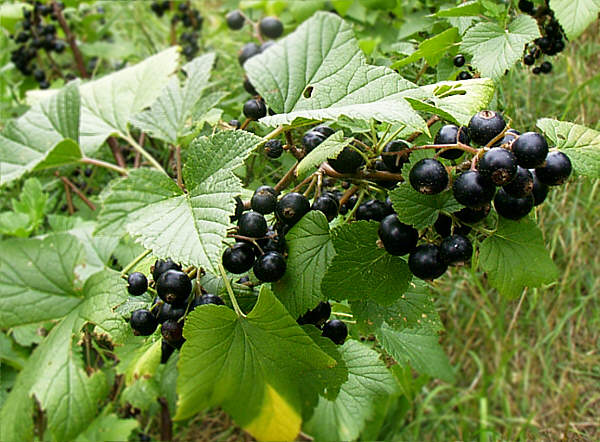
Groselha-preta Ribes nigrum.

Sob o nome de frutos silvestres, frutos do bosque ou frutos vermelhos agrupa-se um conjunto de frutos de cor negra ou vermelha, na sua maior parte dispostos em bagas, como por exemplo:
- Oxicoco, arando-vermelho, mirtilo-vermelho ou airela (Vaccinium oxycoccos);
- Groselha-preta ou cassis (Ribes migrum);
- Cereja (Prunus cerasus , Prunus avium);
- Morango (Fragaria virginiana);
- Framboesa (Rubus idaeus);
- Groselha (Ribes sativum e Ribes grossularia);
- Amora (Rubus fruticosus);
- Amora-silvestre  (Rubus loganbaccus);
- Mirtilo ou uva-do-monte (Vaccinium).

## Produção
Os frutos silvestres mais produzidos a nível mundial são:
| Fruto     | Milhões de toneladas |
| --------- | -------------------- |
| Morango   | 8,86                 |
| Cereja    | 2,61                 |
| Ginja     | 1,48                 |
| Amora     | 0,93                 |
| Framboesa | 0,9                  |
| Mirtilo   | 0,85                 |